# Fraj Dhouibi
Fraj Dhouibi, né le 14 septembre 1991, est un judoka tunisien.

## Palmarès
| Année | Compétition              | Lieu         | Résultat | Catégorie      |
| ----- | ------------------------ | ------------ | -------- | -------------- |
| 2009  | Jeux de la Francophonie  | Beyrouth     | 3e       | Moins de 60 kg |
| 2011  | Championnats d'Afrique   | Dakar        | 2e       | Moins de 60 kg |
| 2012  | Championnats d'Afrique   | Agadir       | 2e       | Moins de 60 kg |
| 2013  | Championnats d'Afrique   | Maputo       | 3e       | Moins de 60 kg |
| 2014  | Championnats d'Afrique   | Port-Louis   | 1er      | Moins de 60 kg |
| 2015  | Jeux africains           | Brazzaville  | 3e       | Moins de 60 kg |
| 2015  | Jeux mondiaux militaires | Mungyeong    | 3e       | Moins de 60 kg |
| 2016  | Championnats d'Afrique   | Tunis        | 2e       | Moins de 60 kg |
| 2017  | Championnats d'Afrique   | Antananarivo | 1er      | Moins de 60 kg |
| 2018  | Championnats d'Afrique   | Tunis        | 2e       | Moins de 60 kg |
| 2018  | Jeux méditerranéens      | Tarragone    | 2e       | Moins de 60 kg |
| 2019  | Championnats d'Afrique   | Le Cap       | 1er      | Moins de 60 kg |
| 2019  | Jeux africains           | Rabat        | 2e       | Moins de 60 kg |
| 2020  | Championnats d'Afrique   | Antananarivo | 1er      | Moins de 60 kg |
| 2022  | Championnats d'Afrique   | Oran         | 2e       | Moins de 60 kg |
| 2022  | Jeux méditerranéens      | Oran         | 2e       | Moins de 60 kg |
| 2024  | Jeux africains           | Accra        | 2e       | Moins de 60 kg |
| 2025  | Championnats d'Afrique   | Abidjan      | 3e       | Moins de 60 kg |